# 11074 Kuniwake
11074 Kuniwake eller 1992 SC1 är en asteroid i huvudbältet som upptäcktes den 23 september 1992 av de båda japanska astronomerna Kazuro Watanabe och Kin Endate vid Kitami-observatoriet. Den är uppkallad efter amatörastronomen Ryoku Kuniwake.